# الفرقة الانتحارية (فلم 2016)
الفرقة الانتحارية (بالإنجليزية: Suicide Squad) هو فيلم أمريكي لأبطال خارقين من نوع خاص، إخراج وتأليف ديفيد آير، تم عرضه سنة 2016. يعود الفيلم إلى فريق DC Comics الاشرار الذي يحمل نفس الاسم.وهو الإصدار الثالث في عالم دي سي السينمائي، كتبه وأخرجه ديفيد آير وقام ببطولة طاقم الممثلين بما في ذلك ويل سميث، وجاريد ليتو، ومارجوت روبي، وجويل كينمان، وفيولا ديفيس، وجاي كورتني، وجاي هيرنانديز، وأديويل أكينوي-أغباجي، وسكوت. ايستوود وكارين فوكوهارا وآيك بارينهولتز وكارا ديليفين.
تم عرض الفيلم لأول مرة في مدينة نيويورك في 1 أغسطس 2016، وتم إصداره في الولايات المتحدة في RealD 3D و IMAX و IMAX 3D في 5 أغسطس 2016. بعد الظهور الأول القوي الذي وضع أرقامًا قياسية جديدة في شباك التذاكر، حقق الفيلم أكثر من 746 مليون دولار في جميع أنحاء العالم، مما يجعله عاشر أعلى فيلم في عام 2016. تلقى الفيلم آراء سلبية بشكل عام من النقاد، مع الثناء على فريق العمل ولكن النقد بسبب حبكة الفيلم والتوجيه. تم ترشيح الفيلم وفاز بجوائز متعددة عبر فئات مختلفة، بما في ذلك جائزة أوسكار لأفضل مكياج وتسريحة شعر في حفل توزيع جوائز الأوسكار التاسع والثمانين، مما يجعله أول فيلم في DCEU يفوز بجائزة الأوسكار. بعدها تبعه الفيلم العرضي الطيور الجارحة من بطولة روبي، في عام 2020، والتتمة المستقلة الفرقة الانتحارية في عام 2021، مع عودة روبي وكينمان وديفيز وكورتني.

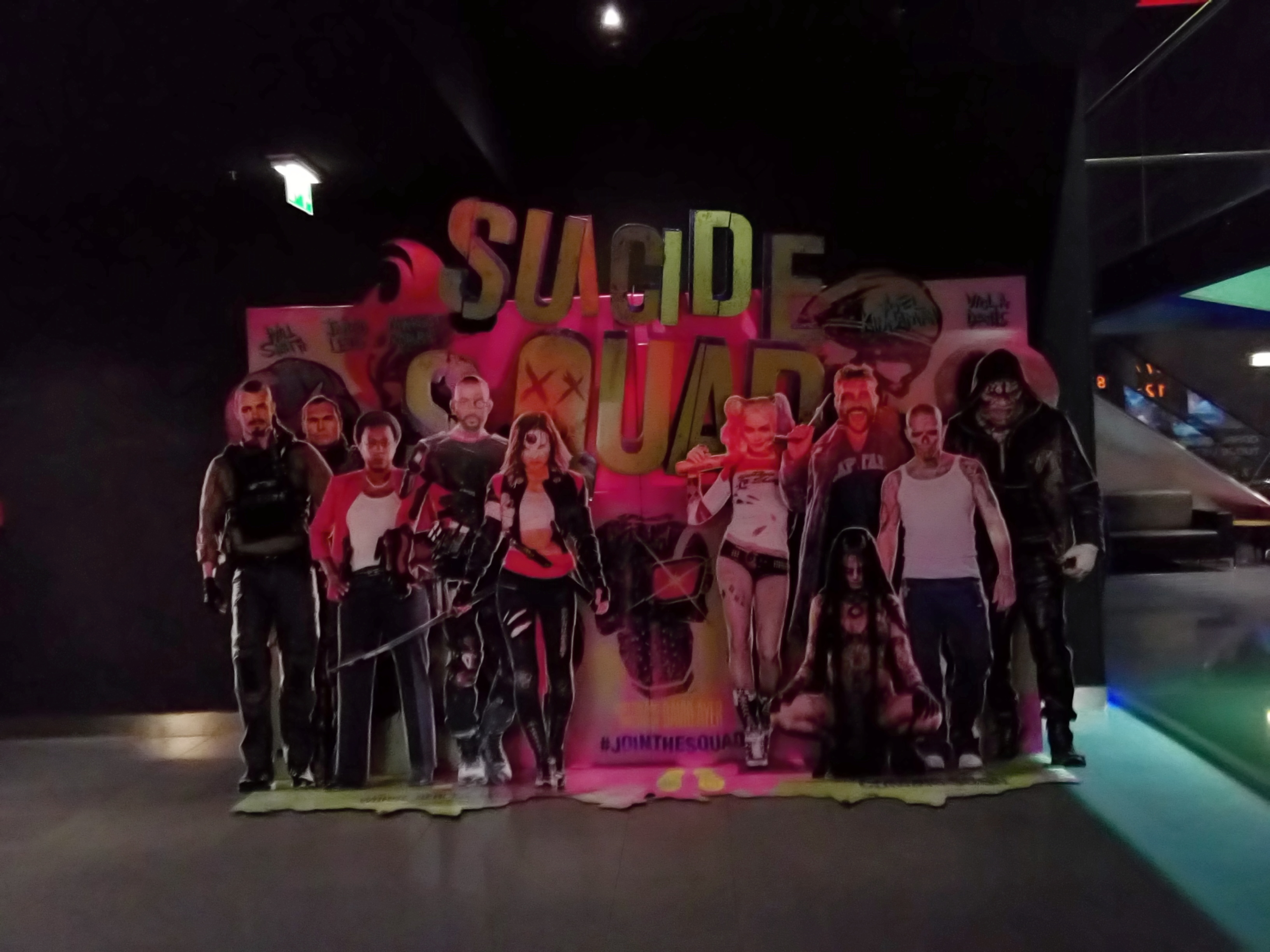
صورة مجسمة لأبطال فيلم الفرقة الانتحارية

## قصة الفيلم
بعد مرور عام على وفاة سوبرمان، أقنعت ضابطة المخابرات أماندا والر مسؤولي واشنطن العاصمة بالسماح لها بتجميع فرقة العمل X ، وهي فريق من المجرمين الخطرين المسجونين في ثكنات بيل ريف للأمن الخاص. يتألف الفريق من قاتل النخبة فلويد لوتون / ديدشوت، والطبيب النفسي السابق الدكتور هارلين كوينزل / هارلي كوين، ورجل العصابات السابق الحركي تشاتو سانتانا / إل ديابلو، واللص الانتهازي جورج «حفار» هاركنيس / الكابتن بوميرانغ، وينلون جونز / القاتل كروك، والمرتزق كريستوفر وايس / سليبنوت. يتم وضعهم تحت قيادة العقيد ريك فلاج لاستخدامهم كأصول يمكن التخلص منها في المهام عالية الخطورة لحكومة الولايات المتحدة. يتم زرع قنبلة نانوية في رقبة كل عضو في الفريق، مصممة ليتم تفجيرها إذا تمرد العضو أو حاول الهروب.
من بين المجندين المستهدفين والرئيسية هي صديقة فلاج الدكتورة جون مون عالمة آثار تمتلكها ساحرة شيطانية تُعرف باسم «الساحرة». سرعان ما تنقلب على والر لسجنها وتقرر القضاء على الجنس البشري بسلاح صوفي. تحاصر ميدواي سيتي بتحويل سكانها إلى حشد من الوحوش وتستدعي شقيقها إنكوبوس لمساعدتها. ينشر والر الفرقة لاستخراج هدف بارز من منتصف الطريق والتي ورد أنها تتعرض لهجوم إرهابي. وتنضم إليهم كاتانا وهي سيدة يابانية بالسيوف وحارس ريك الشخصي في هذه الأثناء يكتشف عاشق هارلي رئيس الجريمة في مدينة جوثام، جوكر عن مأزقها ويعذب ضابط أمن بيل ريف غريغز ليقوده إلى المنشأة التي تُصنع فيها قنابل النانيت. هناك، ابتز الدكتور فان كريس لتعطيل قنبلة هارلي.
عند وصولهم إلى ميدواي سيتي، تم إسقاط مروحية الفرقة، مما أجبرهم على المضي قدمًا إلى هدفهم. يقنع بوميرانغ سليكنوt بأن القنابل هي خدعة لإبقائها تحت السيطرة: يحاول الأخير الهروب ويقتل عندما يفجر فلاج قنبلته. في هذه الأثناء، تعرضت الفرقة لكمين من قبل أتباع ساحر. في النهاية يقاتلون في طريقهم إلى منزل آمن، حيث يتعلمون أن بصمتهم هي والر نفسها، التي تحاول التستر على تورطها في حصار ساحر. ترافق الفرقة والر إلى السطح لإخراجها ولكن تم اختطاف المروحية القادمة من قبل الجوكر ورجاله، الذين فتحوا النار على الفرقة. تم نزع سلاح قنبلة هارلي من قبل الدكتور فان كريس، وترك فلاج غير قادرة على إعدامها والسماح لها بالصعود على متن المروحية. قام رجال والر في وقت لاحق بإسقاط المروحية ويسقط هارلي بينما يُفترض أن الجوكر ميت وبعد ذلك ينضم هارلي إلى الفرقة. تم تنبيهها إلى مكان وجود والر، يصل أتباع ساحر ويختطفونها. يعثر الميتشوت على ملفات والر السرية والتي يتعلم منها حقيقة ساحر والتي يُجبر فلاج بعد ذلك على تأكيدها. هذا يتسبب في تخليه أعضاء الفرقة عنه. مع تعرض والر للخطر، يخفف فلاج فريق المهمة ولكنه يختار الاستمرار. بعد أن أدركوا أن لديهم فرصة لإثبات أنفسهم، سرعان ما انضمت الفرقة إليه وحدد موقع ساحر في محطة مترو أنفاق غمرتها المياه جزئيًا. يذهب قاتل كروك ومجموعة من فقمات البحرية بقيادة الملازم GQ ادواردز تحت الماء لزرع قنبلة تحت انكيابس. يحتضن الشيطان قدراته ويشتت انتباه انكيابوس لفترة كافية حتى تنفجر القنبلة تحتها، مما يؤدي إلى مقتل كل من ادواردز.
يحارب أعضاء الفرقة الباقون الساحرة معًا لكنهم هُزموا في النهاية. يعرضساحر تلبية رغباتهم العميقة مقابل ولائهم، ويتظاهر هارلي بالاهتمام من أجل الاقتراب بما يكفي لقطع قلب ساحر. ثم يلقي قاتل كروك بالمتفجرات في سلاح ساحر ويطلق عليها الميتشوت النار، مما يؤدي إلى تدمير الجهاز. العلم يسحق قلب ساحر وأخيراً يحرر يونيو من اللعنة. يظهر والر الذي لا يزال على قيد الحياة، ويتم إرجاع أعضاء الفرقة إلى جميل Reve بعد عشر سنوات من العقوبة المفروضة عليهم (باستثناء الكابتن بوميرانج) وسمحوا بامتيازات خاصة. اقتحم الجوكر، الذي كان على قيد الحياة ولم يصاب بأذى، السجن وينقذ هارلي.

في مشهد منتصف الاعتمادات، تلتقي والر مع بروس واين، الذي يوافق على حمايتها من رد الفعل العنيف ضد دورها في ثورة ساحر في مقابل الوصول إلى ملفات الحكومة على مجتمع ميتاهومان الآخذ في التوسع. يتضمن ذلك الملفات الموجودة على باري ألن من أجل آرثر كاري.

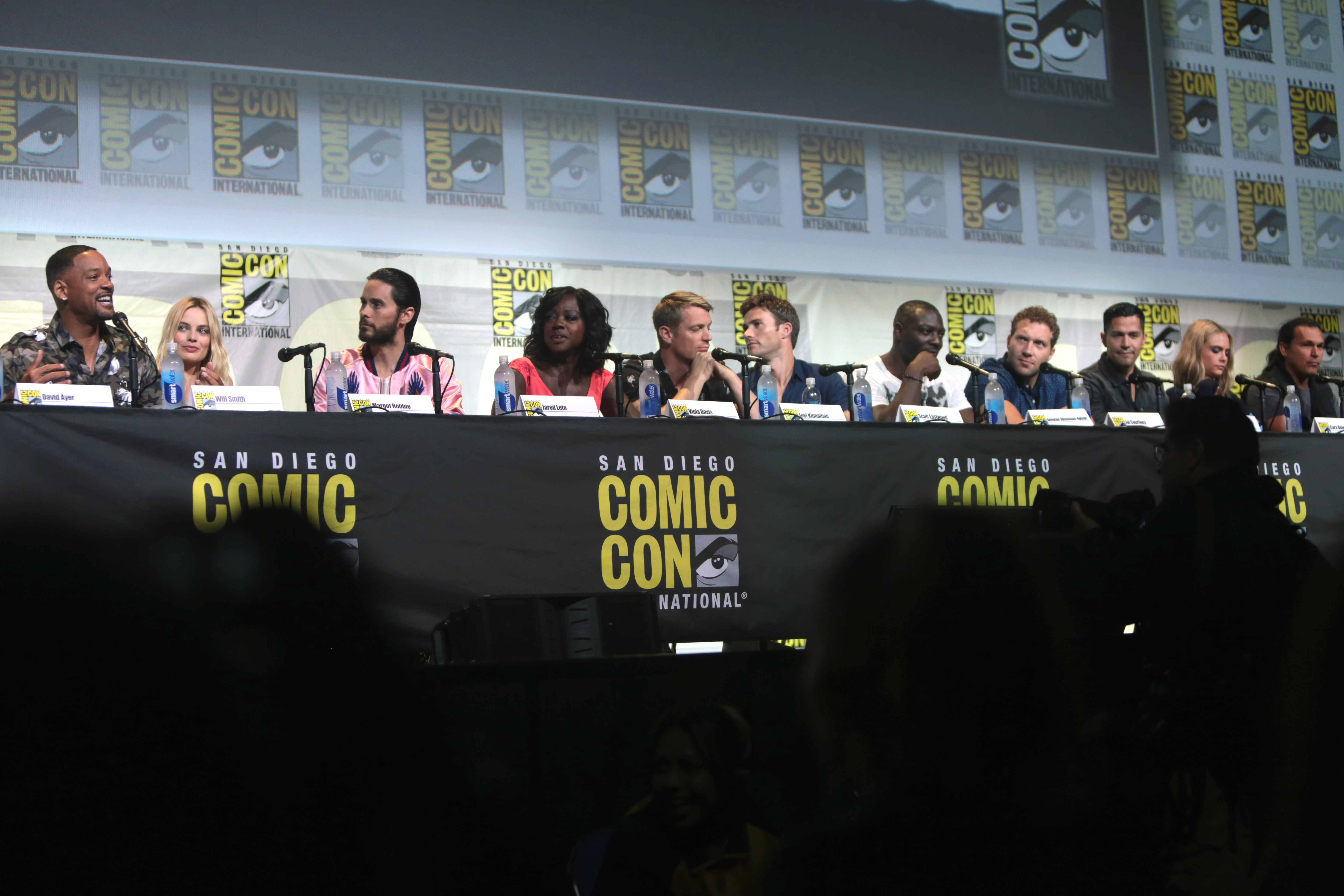
فريق التمثيل فيلم الفرقة الانتحاربة في عام 2016 بسان دييغو مؤتمر الكوميك 2016 San Diego Comic-Con. من اليسار إلى اليمين: ويل سميث، ومارجوت روبي، وجاريد ليتو، وفيولا ديفيس، وجويل كينمان، وسكوت إيستوود، وأديويل أكينوي-أغباجي، وجاي كورتني، وجاي هيرنانديز، وكارا ديليفين، وآدم بيتش

## تفاصيل التصوير
بحلول فبراير 2009، كان الفيلم قيد التطوير في Warner Bros. وقع آير للكتابة والإخراج في سبتمبر 2014 وبحلول أكتوبر بدأ التصوير الفوتوغرافي الرئيسي في تورنتو أونتاريو في 13 أبريل 2015 مع تصوير إضافي في شيكاغو وانتهى في أغسطس من ذلك العام.

## تفاصيل العرض
عُرض الفيلم لأول مرة في مدينة نيويورك في 1 أغسطس 2016 وصدر في الولايات المتحدة في RealD 3D وIMAX وIMAX 3D في 5 أغسطس 2016. بعد الظهور القوي الذي حقق تسجيلات شباك التذاكر الجديدة وحقق الفيلم أكثر من 746 مليون دولار في جميع أنحاء العالم مما يجعله عاشر أعلى فيلم في عام 2016.

## النقد والجوائز
تلقى الفيلم في الغالب مراجعات سلبية من النقاد مع الثناء على الممثلين وتأثيرات المكياج ولكن انتقادات للحبكة والتوجيه والتحرير والشخصيات. تم ترشيح الفيلم وفاز بجوائز متعددة عبر فئات مختلفة، بما في ذلك جائزة الأوسكار لأفضل مكياج وتسريحة شعر في حفل توزيع جوائز الأوسكار التاسع والثمانين مما جعله أول فيلم في DCEU يفوز بجائزة الأوسكار. تبعه الفيلم العرضي Birds of Prey(الطيور الجارحة) بطولة روبي في عام 2020 وسيتبعه التكملة المستقلة The Suicide Squad في عام 2021 مع عودة روبي وكينمان وديفيز وكورتني.

## طاقم التمثيل
- ويل سميث: (ديدشوت)
- جاريد ليتو: (الجوكر)
- مارجوت روبي: (هارلي كوين)
- جويل كينمان: (ريك فلاج)
- فيولا ديفيس: (أماندا والر)
- جاي كورتني: (كابتن بوميرانغ)
- جاي هيرنانديز: (إل ديابلو)
- أديوالي أكينوي أجباجي: (كيلر كروك)
- كارا ديليفين: (إنشانتريس)
- كارين فوكوهارا: (كاتانا)
- آدم بيتش: (سليبنوت)
- آيك بارينهولتز: (غريغز)
- سكوت إيستوود: (الملازم إدواردز)
- ديفيد هاربر: (دكستر توليفر)

## الحبكة
بعد مرور عام على وفاة سوبرمان أقنعت ضابطة المخابرات أماندا والر مسؤولي واشنطن العاصمة بالسماح لها بتجميع فرقة العمل X وهي فريق من المجرمين الخطرين المسجونين في ثكنات بيل ريف للأمن الخاص.
يتألف الفريق من قاتل النخبة فلويد لوتون / ديدشوت والطبيبة النفسية السابقة الدكتورة هارلين كوينزل / هارلي كوين ورجل العصابات السابق الحركي تشاتو سانتانا / إل ديابلو واللص الانتهازي جورج "Digger" Harkness / Captain Boomerang ، وWaylon Jones / Killer Croc ، والمرتزق كريستوفر وايس / سليبنوت. يتم وضعهم تحت قيادة العقيد ريك فلاج لاستخدامهم كأصول يمكن التخلص منها في المهام عالية الخطورة لحكومة الولايات المتحدة. يتم زرع قنبلة نانوية في رقبة كل عضو في الفريق مصممة ليتم تفجيرها إذا تمرد العضو أو حاول الهروب.
من بين المجندين المستهدفين والرئيسيين هي صديقة فلاج الدكتورة جون مون عالمة آثار تمتلكها ساحرة شيطانية تُعرف باسم «الساحرة». سرعان ما تنقلب على والر لسجنها وتقرر القضاء على الجنس البشري بسلاح صوفي. تحاصر ميدواي سيتي بتحويل سكانها إلى حشد من الوحوش وتستدعي شقيقها إنكوبوس لمساعدتها. ينشر Waller الفرقة لاستخراج هدف بارز من Midway ، والتي ورد أنها تتعرض لهجوم إرهابي. وتنضم إليهم كاتانا، وهي سيدة يابانية بالسيوف وحارس ريك الشخصي. في هذه الأثناء يكتشف عاشق هارلي، رئيس الجريمة في مدينة جوثام جوكر عن مأزقها ويعذب ضابط أمن بيل ريف غريغز ليقوده إلى المنشأة التي تُصنع فيها قنابل النانيت. هناك ابتز الدكتور فان كريس لتعطيل قنبلة هارلي.
عند وصولهم إلى ميدواي سيتي تم إسقاط مروحية الفرقة، مما أجبرهم على المضي قدمًا إلى هدفهم. يقنع Boomerang Slipknot بأن القنابل هي خدعة لإبقائها تحت السيطرة: يحاول الأخير الهروب ويقتل عندما يفجر Flag قنبلته. في هذه الأثناء، تعرضت الفرقة لكمين من قبل أتباع Enchantress. في النهاية يقاتلون في طريقهم إلى منزل آمن، حيث يتعلمون أن بصمتهم هي والر نفسها التي تحاول التستر على تورطها في حصار Enchantress. ترافق الفرقة والر إلى السطح لإخراجها، ولكن تم اختطاف المروحية القادمة من قبل الجوكر ورجاله، الذين فتحوا النار على الفرقة. تم نزع سلاح قنبلة هارلي من قبل الدكتور فان كريس، وترك فلاج غير قادرة على إعدامها والسماح لها بالصعود على متن المروحية. قام رجال والر في وقت لاحق بإسقاط المروحية، ويسقط هارلي بينما يُفترض أن الجوكر ميت، وبعد ذلك ينضم هارلي إلى الفرقة. تم تنبيهها إلى مكان وجود والر، يصل أتباع Enchantress ويختطفونها. يعثر Deadshot على ملفات Waller السرية، والتي يتعلم منها حقيقة Enchantress ، والتي يُجبر Flag بعد ذلك على تأكيدها. هذا يتسبب في تخليه أعضاء الفرقة عنه. مع تعرض Waller للخطر، يخفف Flag فريق المهمة ولكنه يختار الاستمرار. بعد أن أدركوا أن لديهم فرصة لإثبات أنفسهم، سرعان ما انضمت الفرقة إليه وحدد موقع Enchantress في محطة مترو أنفاق غمرتها المياه جزئيًا. يذهب Killer Croc ومجموعة من فقمات البحرية بقيادة الملازم GQ Edwards تحت الماء لزرع قنبلة تحت Incubus. يحتضن El Diablo قدراته ويشتت انتباه Incubus لفترة كافية حتى تنفجر القنبلة تحتها، مما يؤدي إلى مقتل كل من Edwards.
يحارب أعضاء الفرقة الباقون الساحرة معًا لكنهم هُزموا في النهاية. يعرض Enchantress تحقيق رغباتهم العميقة مقابل ولائهم، ويتظاهر Harley بالاهتمام من أجل الاقتراب بما يكفي لقطع قلب Enchantress. ثم يلقي Killer Croc بالمتفجرات في سلاح Enchantress ويطلق عليها Deadshot النار، مما يؤدي إلى تدمير الجهاز. العلم يسحق قلب Enchantress ، وأخيراً يحرر يونيو من اللعنة. يظهر Waller ، الذي لا يزال على قيد الحياة، ويتم إرجاع أعضاء الفرقة إلى Belle Reve مع عشر سنوات من مدة العقوبة و (باستثناء الكابتن Boomerang) سمح بامتيازات خاصة. اقتحم الجوكر، الذي كان على قيد الحياة ولم يصاب بأذى، السجن وينقذ هارلي.
في مشهد منتصف الاعتمادات تلتقي والر مع بروس واين الذي يوافق على حمايتها من رد الفعل العنيف ضد دورها في ثورة Enchantress في مقابل الوصول إلى ملفات الحكومة على مجتمع metahuman الآخذ في التوسع. يتضمن ذلك الملفات الموجودة على Barry Allen وArthur Curry.

## معرض صور ابطال الفيلم

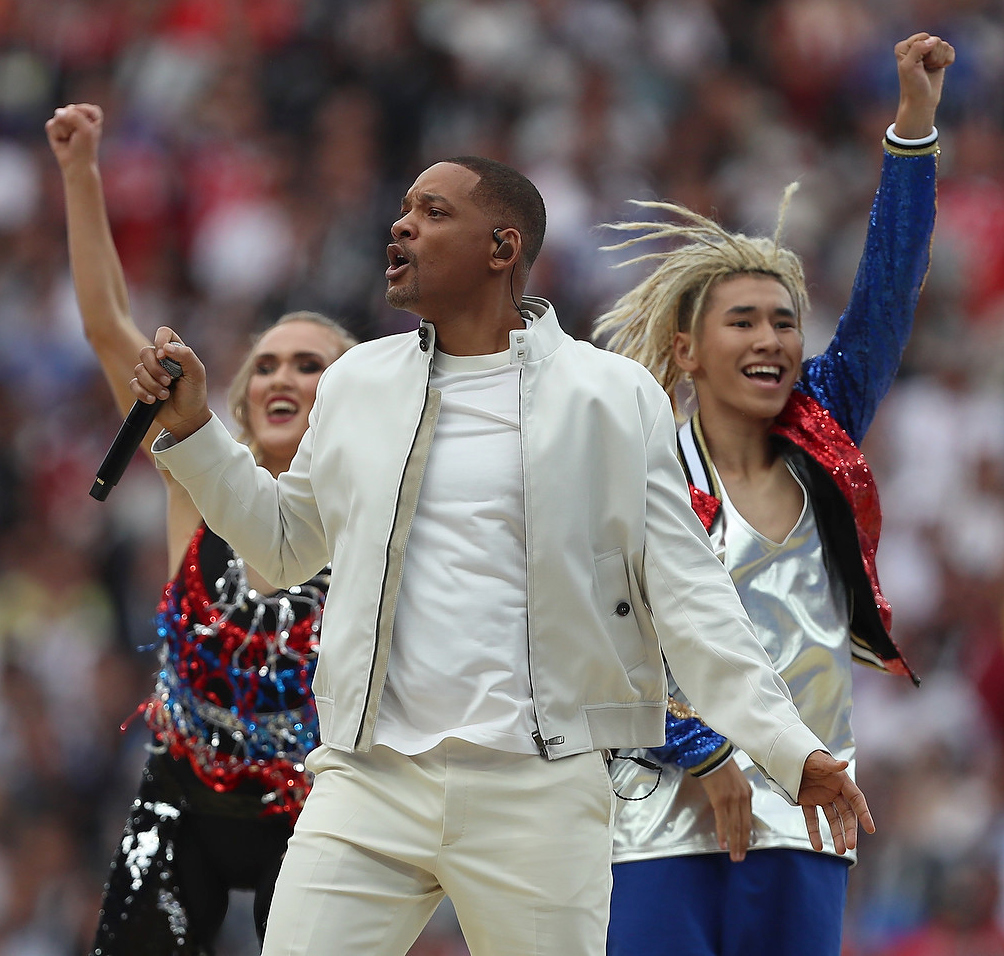
صورة للبطل ويل سميث عام 2018
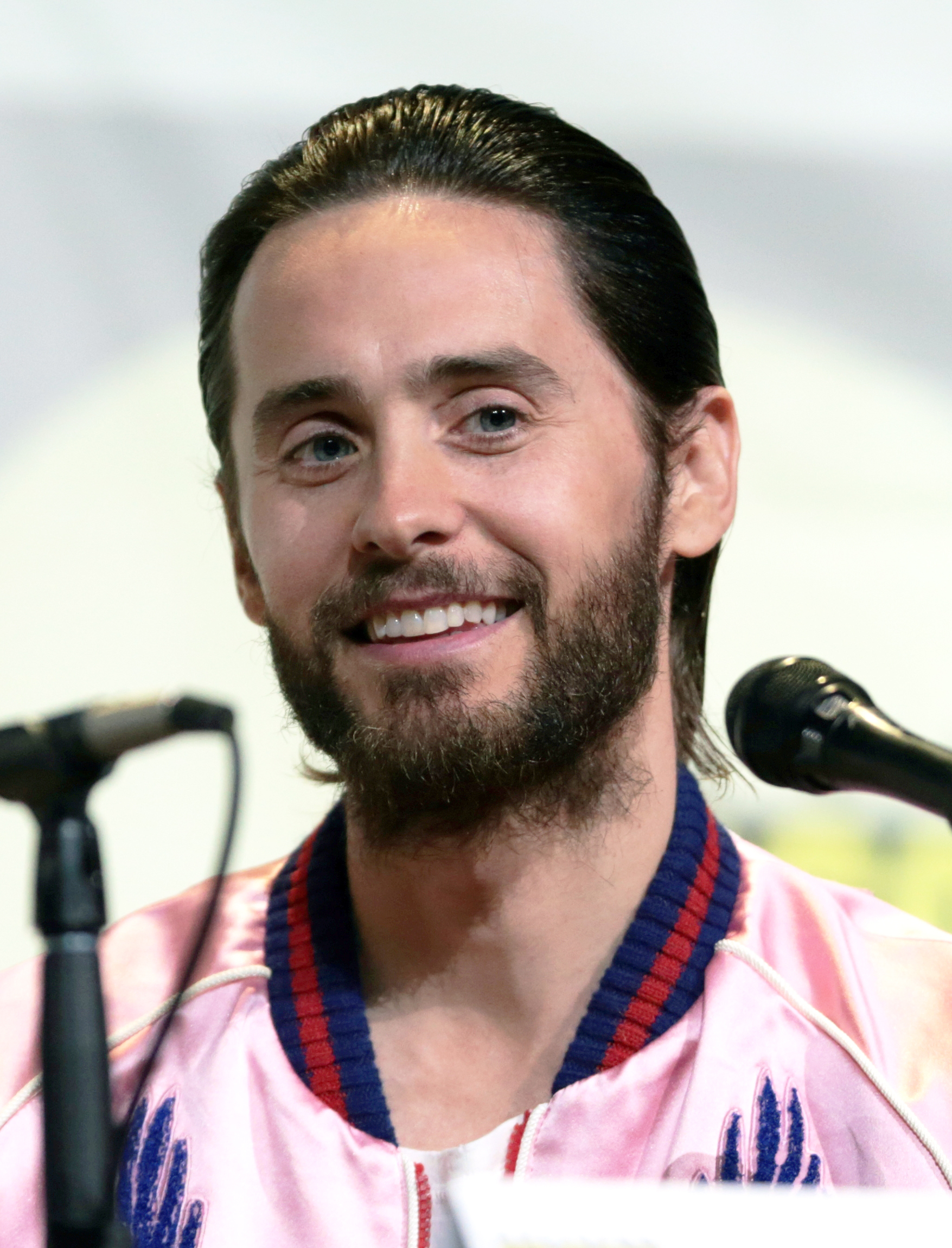
جاريد ليتو
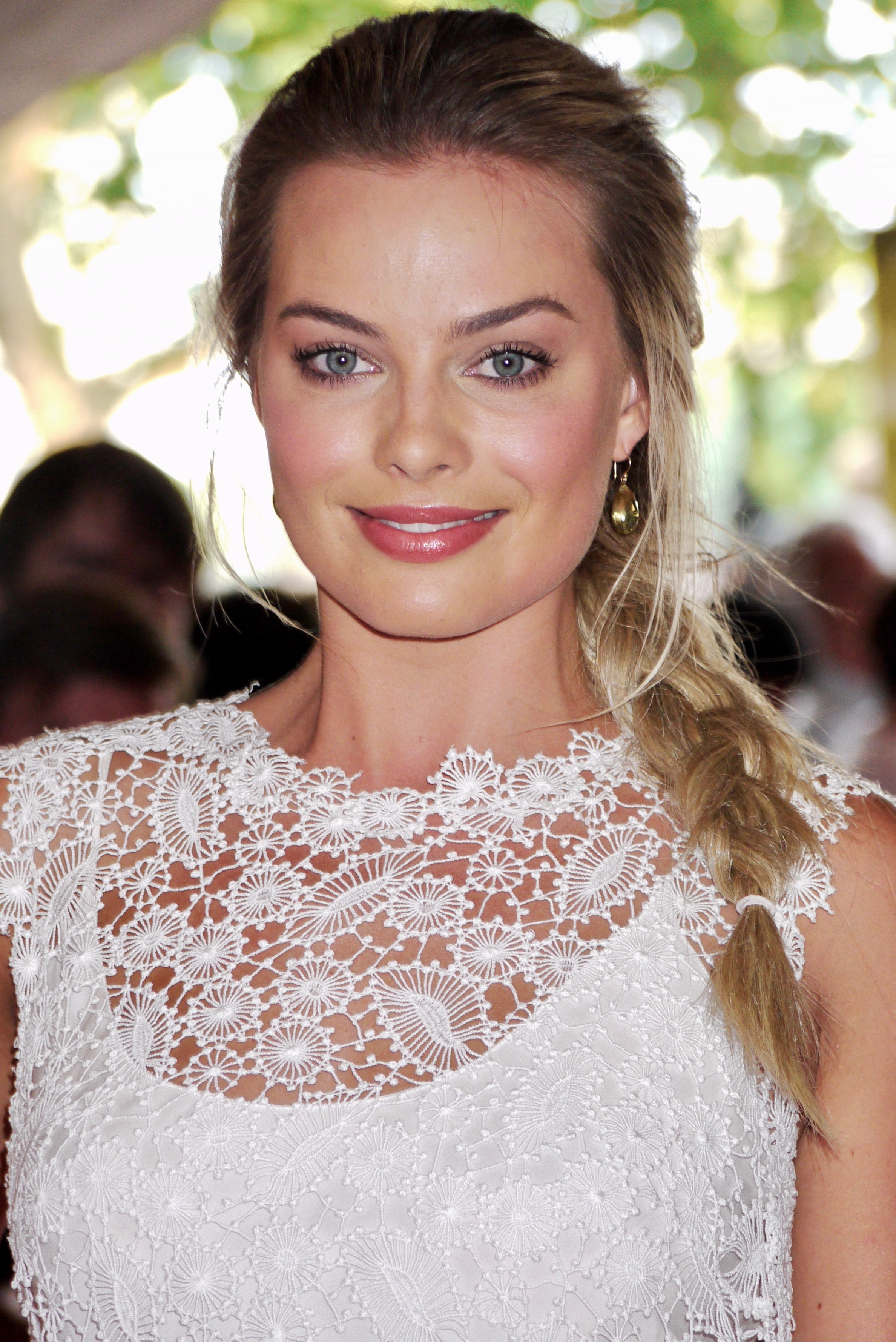
مارجوت روبي
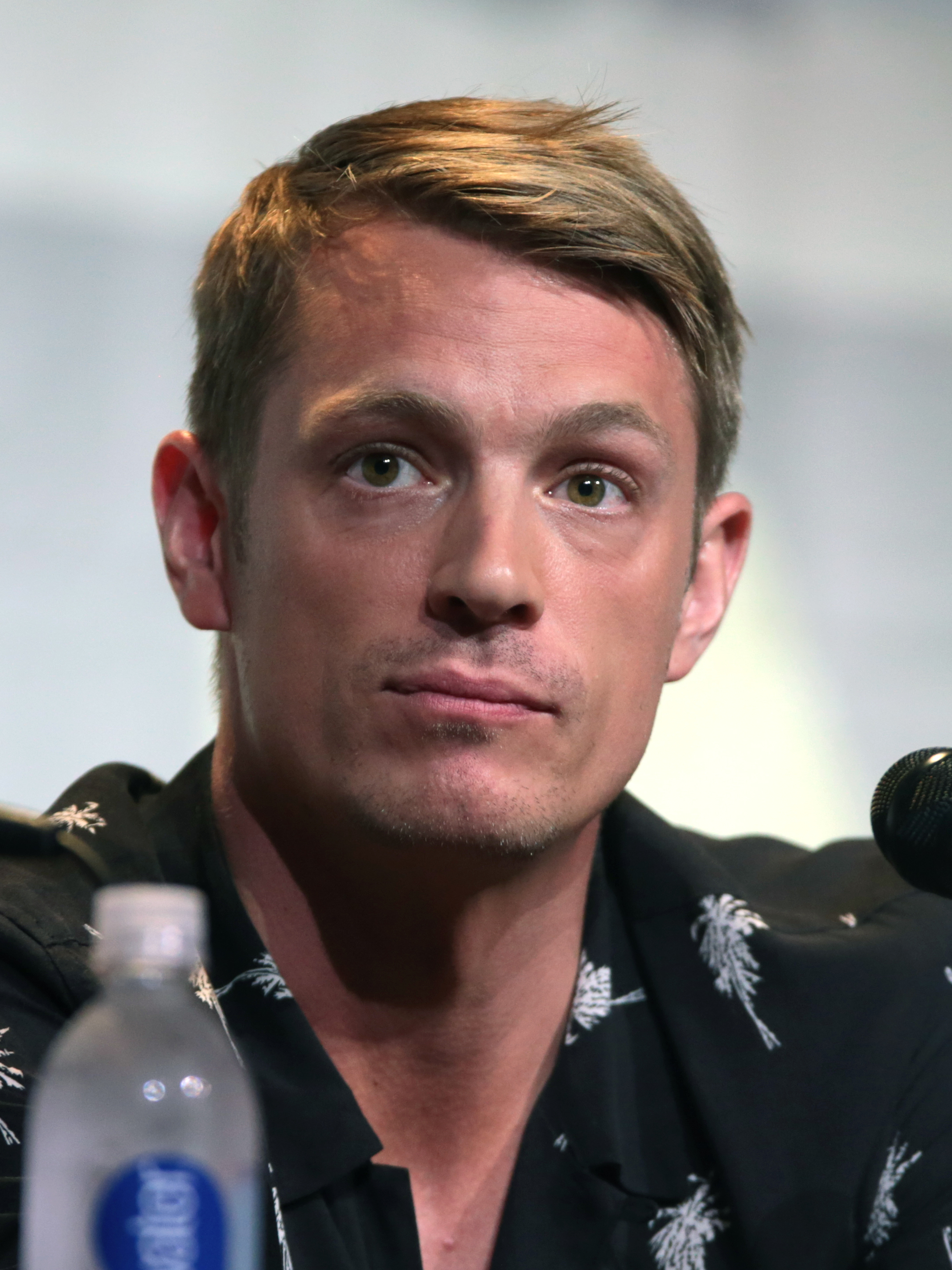
جويل كينامان
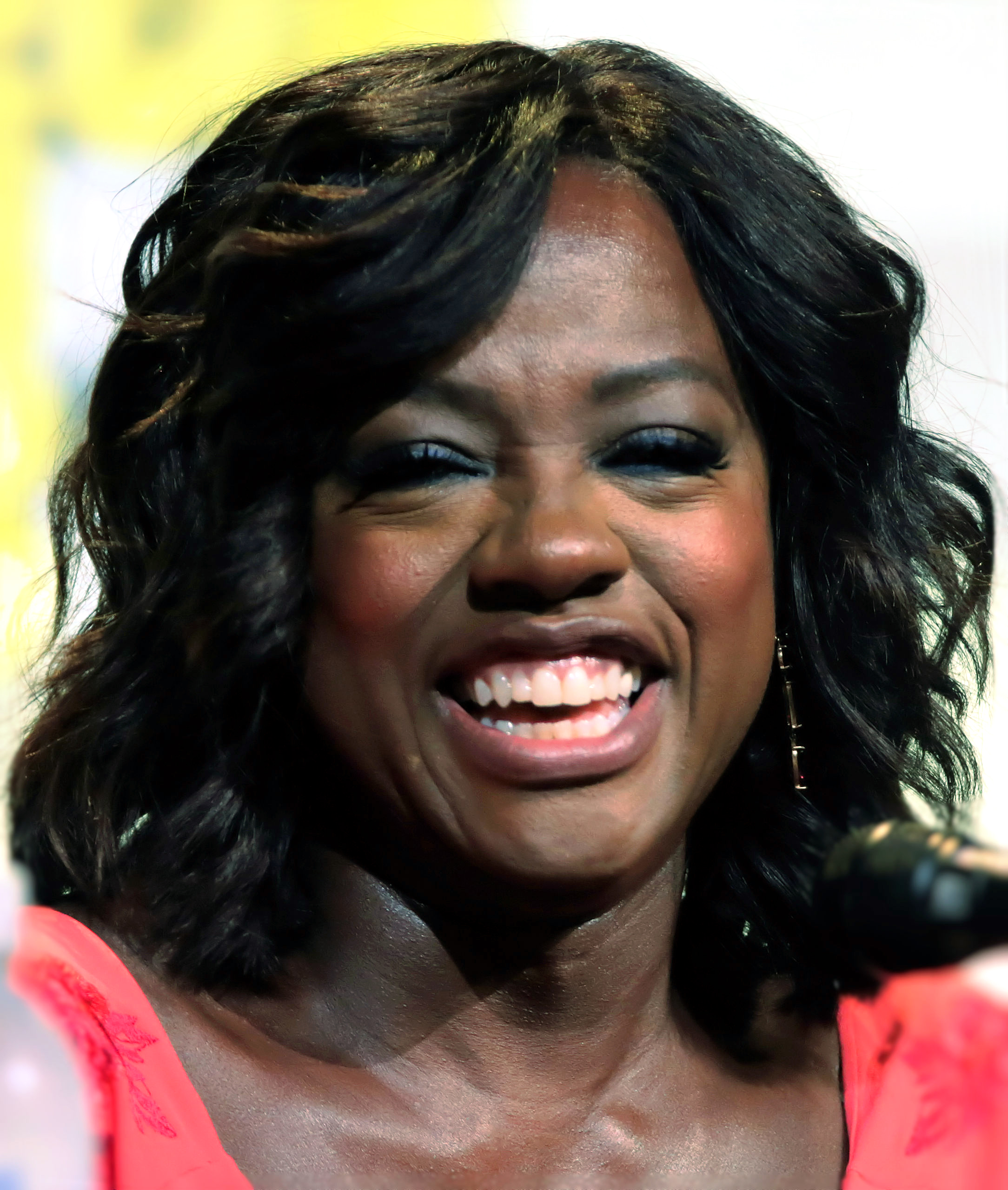
فيولا دافيس
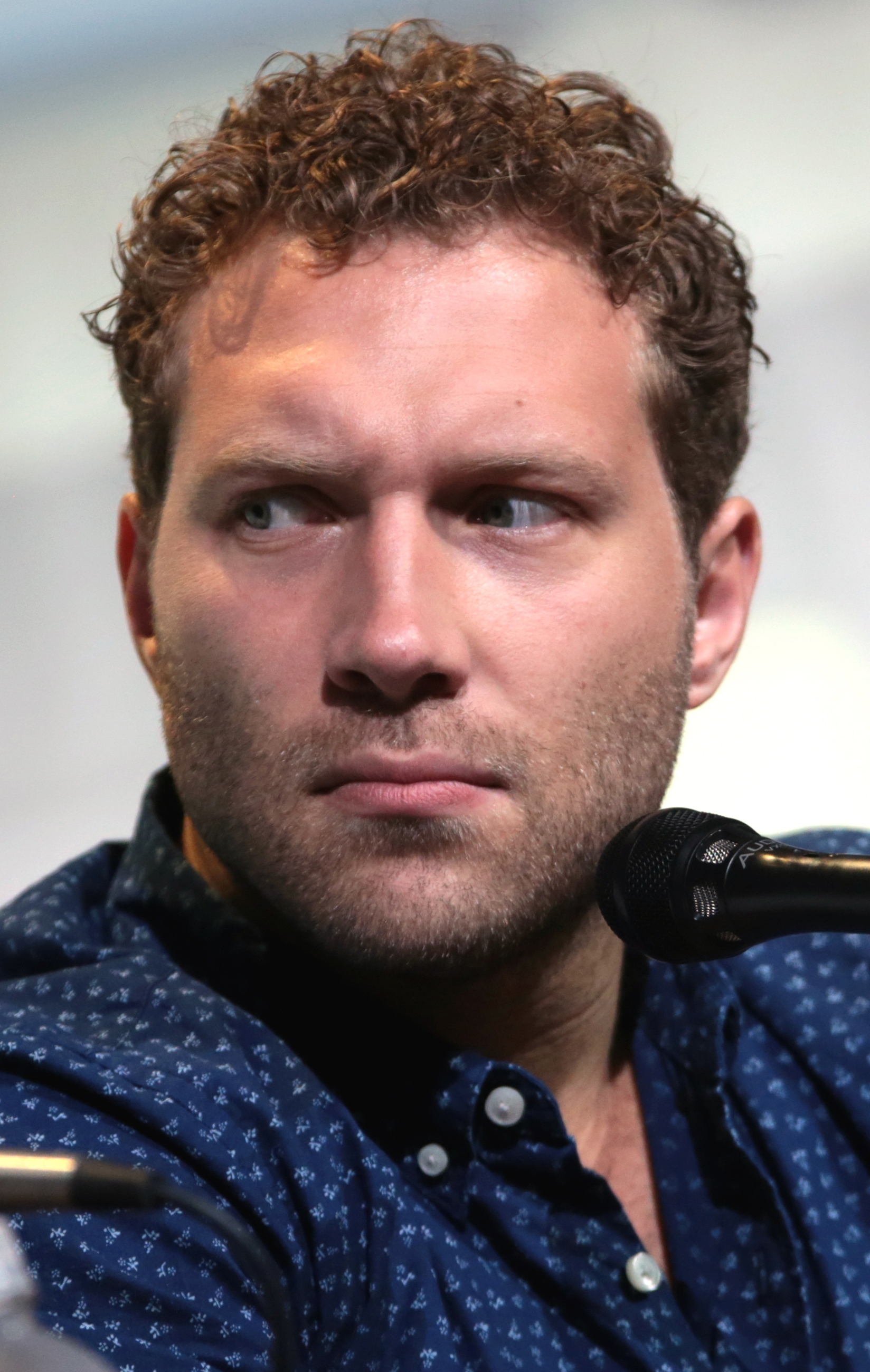
جاي كورتني

## الإنتاج

### تطوير السيناريو
تم الإعلان عن الفيلم في عام 2009 مع دان لين كمنتج وستيفن جيلكريست كمنتج مشارك وجوستين ماركس كاتب سيناريو. وقع ديفيد آير على إخراج الفيلم وكتابته في سبتمبر 2014. في وقت لاحق وصف الفيلم لـ Empire Online بأنه «Dirty Dozen مع الأشرار الخارقين». كان لدى آير ستة أسابيع لكتابة السيناريو بالنظر إلى أن تاريخ الإصدار قد تم تحديده بالفعل.

### الكاستنج- اختيار فريق العمل
في أكتوبر 2014 عرضت شركة Warner Bros. في البداية على رايان جوسلينج، وتوم هاردي، ومارجوت روبي، وويل سميث أدوارًا في الفيلم. في نوفمبر كشف TheWrap أن جاريد ليتو كان في محادثات لدور جوكر والذي كان يبحث عنه جوسلينج في الأصل. تم الإعلان عن الممثلين الرئيسيين من قبل Warner Brothers في ديسمبر 2014 مع سميث وهاردي وليتو وروبي وجاي كورتني وكارا ديليفين في دور Deadshot وRick Flag وJoker وHarley Quinn وCaptain Boomerang وEnchantress ، على التوالي. كان الاستوديو يفكر أيضًا في فيولا ديفيس وأوكتافيا سبنسر وأوبرا وينفري لدور أماندا والر. بعد الإعلان عن طاقم الممثلين، تحدث كاتب الكتاب الهزلي جون أوستراندر (مبتكر التجسيد الحديث لفرقة الانتحار) مع Comic Book Resources عن اختيار الممثلين، قائلاً: «ليس لدي مشكلة في اختيار الممثلين ... ما أعجبني حقًا مع كل الممثلين أنهم يحصلون على بعض الممثلين الجيدين للغاية للعب هذه الأجزاء».
في كانون الثاني (يناير) 2015 أعرب ديفيس عن رغبته في لعب دور أماندا والر خلال مقابلة، قائلاً «أنا مفتون بـ [والر].» [17] وفي الوقت نفسه اضطر توم هاردي إلى ترك دور ريك فلاج بسبب مشاكل في الجدول الزمني مع فيلمه The Revenant. جيك جيلنهال الذي عمل مع آير في نهاية المشاهدة حصل بعد ذلك على عرض ليحل محل هاردي في دور فلاج، لكنه رفض. ثم كان الاستوديو يبحث عن جويل إدجيرتون وجون بيرثال وجويل كينمان للعب الدور.
في فبرايرانضم جاي هيرنانديز إلى فريق الممثلين وتم تأكيد لعب Kinnaman أيضًا للعب Flag.
في حفل توزيع جوائز الأوسكار السابع والثمانين تم الكشف عن أن ديفيس قد تم اختياره في دور أماندا والر.
في مارس 2015 ورد أن الملاكم ريموند أولوباوالي كان له دور غير محدد في الفيلم  وأعلن سكوت إيستوود أنه تم اختياره. في وقت لاحق من ذلك الشهر تم التأكيد على أن Adewale Akinnuoye-Agbaje وKaren Fukuhara تم تصويرهما في دور Killer Croc وKatana على التوالي. تمت إضافة آدم بيتش وآيك بارينهولتز وجيم باراك إلى فريق التمثيل في أبريل 2015. في يناير 2016 تم تأكيد أن بن أفليك يعيد تمثيل دوره كباتمان من باتمان ضد سوبرمان: فجر العدل.

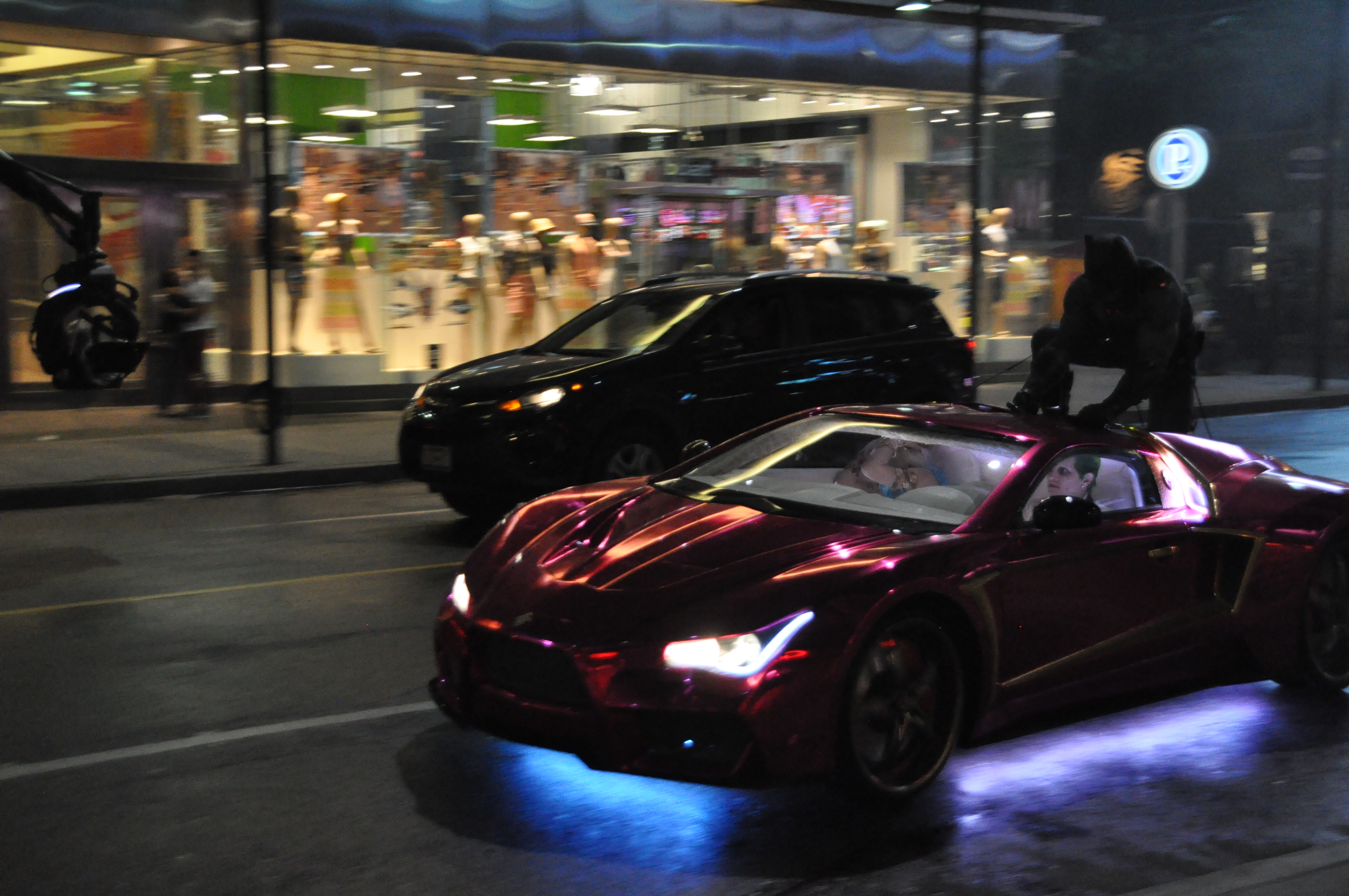
تصوير الفيلم في شارع Yonge Street في وسط مدينة تورونتو ، مايو 2015

### التصوير
بدأ التصوير في 13 أبريل 2015 في تورونتو. في 26 و27 أبريل تم التصوير في Hy's Steakhouse. تم تصوير مشهد «عاصفة ثلجية» في 29 أبريل في شارع Adelaide وفي Ching Lane. في 5 مايو، تم تصوير بعض المشاهد الرئيسية في وسط مدينة تورونتو بجوار يونج وميدان دونداس. اختتم التصوير الرئيسي في أغسطس 2015 بعد تصوير إضافي في شيكاغو، إلينوي. أعقب ذلك إعادة إطلاق النار في عام 2016 بعد رغبة وارنر في جعل نغمة أكثر رقة وكوميديا مشابهة للمقاطع الدعائية، خاصة أن باتمان ضد سوبرمان: فجر العدل تعرضت لانتقادات لكونها حزينة للغاية؛ تم الإبلاغ عن تكلفة إعادة التصوير ما يصل إلى 22 مليون دولار (أكثر من 6-10 ملايين دولار النموذجي لتكاليف التصوير الإضافية). تم التأكيد أيضًا على أن زاك سنايدر قام بتصوير مشهد مع الفلاش أثناء تصوير فيلم Justice League في لندن، بينما كان Ayer في مرحلة ما بعد الإنتاج في فيلم Suicide Squad. أكد آير أن الفيلم اكتمل في 24 يونيو 2016. على الرغم من مشاركة العديد من المحررين في هذه العملية، إلا أن جون جيلروي هو الوحيد الذي ورد اسمه في التسلسل الائتماني الرئيسي. تم الكشف لاحقًا عن حذف جميع مشاهد جاريد ليتو تقريبًا من المقطع النهائي. كشفت مقابلة مع ليتو أنه كان منزعجًا من إزالة عمله.

### الموسيقى
المقال الرئيسي: الفرقة الانتحارية (موسيقى تصويرية)
قام المؤلف الموسيقي الحائز على جائزة الأوسكار ستيفن برايس والذي عمل سابقًا مع Ayer on Fury بتأليف النتيجة لصالح فرقة Suicide Squad. الفرقة الانتحارية: تم الإعلان عن نتيجة الفيلم الأصلي في 8 أغسطس 2016. ألبوم صوتي للفيلم بعنوان Suicide Squad: The Album تم الإعلان عنه في يونيو 2016 وتم إصداره في 5 أغسطس 2016. تم إصدار أول أغنية منفردة للألبوم "Heathens" لـ Twenty One Pilots في 20 يونيو 2016. تم إصدار فيديو موسيقي للأغنية تم وضعه في السجن وبه لقطات من الفيلم في 21 يونيو. تم إصدار أغنية "Sucker for Pain" كالأغنية الثانية في 24 يونيو. [72] [74] تم إصدار الأغنية المنفردة الثالثة للألبوم "Purple Lamborghini" لسكريللكس وريك روس في 22 يوليو. "Gangsta" لكهلاني؛ «الوقوف تحت المطر» للمخرج أكشن برونسون ومارك رونسون ودان أورباخ من بلاك كيز؛ «حرب القرون الوسطى» لجرايمز؛ وأغنية «البوهيمي الرابسودي» للملكة أداء بانيك! في الديسكو، تم إصدار أربع أغنيات ترويجية في 2 أغسطس و3 أغسطس و4 أغسطس 2016 ، على التوالي، مع إطلاق سراح "Medieval Warfare" و"Bohemian Rhapsody" في نفس اليوم.

### التأثيرات البصرية
يتم توفير التأثيرات المرئية بواسطة Moving Picture Company وSony Imageworks وMammal Studios وأولين VFX ويشرف عليها روبرت وينتر ومارك بريكسبير وجريجوري دي ليجي وتشارلي إيتورياجا وجيروم تشين كمشرف إنتاج.

## روابط خارجية
- مقالات تستعمل روابط فنية بلا صلة مع ويكي بيانات